# Nitrazepam
Il nitrazepam, commercializzato in Italia con il nome di Mogadon, è una benzodiazepina utilizzata come ipnotico nel trattamento dell'insonnia, che possiede proprietà sedative, ansiolitiche, amnesiche, anticonvulsivanti e rilassanti della muscolatura scheletrica. È disponibile sotto forma di tavolette da 5 mg.
La tolleranza ai suoi effetti di induzione del sonno si manifesta dopo circa 7 giorni; è piuttosto frequente anche la tolleranza agli effetti anticonvulsivi del nitrazepam. Si può sviluppare una dipendenza da benzodiazepina, con una sindrome di astinenza da benzodiazepina quando si conclude l'impiego del farmaco o viene ridotta la dose.